# Franz Lenze (Politiker)

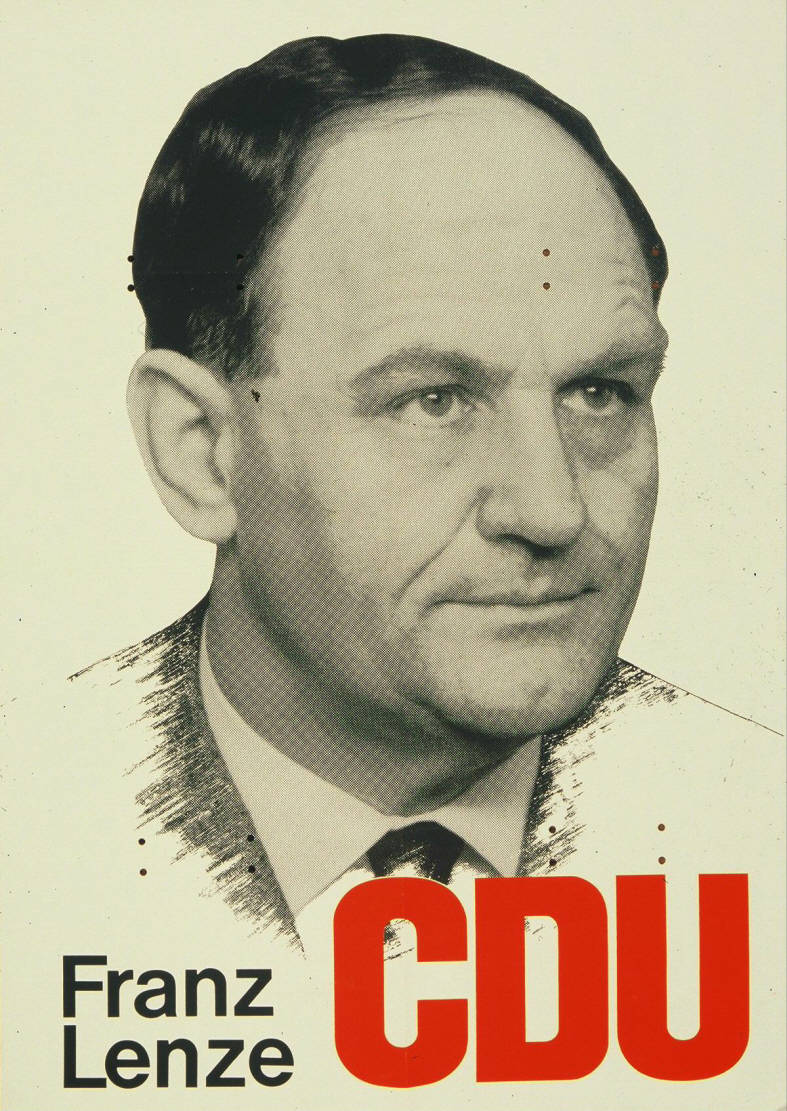
Kandidatenplakat zur Bundestagswahl 1965

Franz Lenze (* 13. Oktober 1910 in Balve; † 28. April 2005 in München) war ein deutscher Politiker der CDU.

## Leben und Beruf
Nach dem Abitur auf dem Laurentianum in Arnsberg 1930 studierte Lenze, der römisch-katholischen Glaubens war, alte Sprachen, Germanistik und Philosophie in Münster. Seit 1931 war er Mitglied im Wissenschaftlichen Katholischen Studentenverein Unitas-Rhurania Münster. 1935 bestand er das Referendarexamen, anschließend leistete er Referendardienst in Rheine und Dortmund. Von 1937 bis 1943 war er Lehramtsassessor, dabei seit 1939 Leiter des Kollegium Bernardinum in Attendorn. 1943 wurde er zum Studienrat ernannt.

## Partei
Lenze gehörte der CDU an. Von 1946 bis 1949 war er Kreisvorsitzender der Jungen Union im Kreis Olpe. 1949 wurde er dort CDU-Kreisvorsitzender. Bereits ein Jahr später übernahm er den Vorsitz des CDU-Bezirksverbandes Sauer- und Siegerland und wurde auch in den Landesvorstand der CDU gewählt. Seit 1953 gehörte er auch dem Vorstand der Kommunalpolitischen Vereinigung der CDU für Nordrhein-Westfalen an.

## Abgeordneter
Lenze war von 1953 bis 1972 Mitglied des Deutschen Bundestages. Er vertrat den Wahlkreis Meschede – Olpe (ab 1965: Olpe-Meschede) im Parlament. Von 1957 bis 1972 gehörte er auch der Beratenden Versammlung des Europarates und der Versammlung der WEU an.

## Ehrungen
- 1968: Verdienstkreuz 1. Klasse der Bundesrepublik Deutschland
- 1973: Großes Verdienstkreuz der Bundesrepublik Deutschland[1]